# 李义满
李义满（6世纪—622年），一作李满，齐州平陵人。隋末唐初人物。
隋末民变时，李义满纠合宗党，保固村闾，外盗不敢侵逼，以功累授齐郡通守，于是割据平陵县。唐高祖武德二年（619年）三月，率众三千投降唐朝。唐高祖在平陵置谭州、平陵县，下辖章丘、亭山、营城、临邑县，拜李义满为总管，封平陵郡公。五年（622年）三月，宋州总管盛彦师率齐州总管王薄攻须昌，向谭州征军粮，李义满因与王薄有隙，闭仓不与。须昌投降后，盛彦师抓捕李义满，关在齐州狱中。高祖闻讯，对侍臣说：“义满的忠诚是朕所熟悉的，这必是王薄所构陷。”赶紧下诏释放。使者未至，李义满已经因为忧愤死于狱中。王薄回师路过谭州，李义满兄子李武意擒杀王薄。朝廷追究李义满之死，盛彦师也获罪而死。
子李君球。
《元和郡县志》《太平寰宇记》记载唐太宗貞觀元年（627年）废谭州，十七年（643年）齐州都督齐王李祐及其党羽燕弘亮作乱时，李满、李君球父子固守平陵县，乱平后，废平陵县，太宗下诏重置全节县以表彰李氏父子的功劳。但这与上述记载李义满已经去世矛盾。按《旧唐书·李君球传》的记载，当时固守县城的为李君球与其兄子李行均。